# Bergur Løkke Rasmussen
Bergur Larsson Løkke Rasmussen, född 4 mars 1990 i Gilleleje är en dansk politiker som är ledamot av Europaparlamentet och regionfullmäktige i Region Hovedstaden. Han har representerat Moderaterne i Danmark sedan mars 2023 och dessförinnan representerat Venstre. Rasmussen representerar Gruppen Renew Europe i EU.
Rasmussen var ledamot av regionfullmäktige för första gången 2014 till 2017 och omvaldes 2021. Han blev förste suppleant för Venstre i Europaparlamentet vid Europaparlamentsvalet i Danmark 2019. När Søren Gade lämnade parlamentet 2022 efter att ha blivit invald i Folketinget kom Rasmussen in i Europaparlamentet. Han valde att samtidigt behålla sin plats i regionfullmäktige i Region Hovedstaden.
Løkke Rasmussen bytte parti från Venstre till Moderaterne den 13 mars 2023.
Løkke Rasmussen är son till den tidigare statsministern och ordföranden i Venstre, Lars Løkke Rasmussen, och hans fru, Sólrun Løkke Rasmussen. Løkke Rasmussen kom till Venstres Ungdom i Græsted som 17-åring. Vid regionfullmäktigevalet 2013 valdes Løkke Rasmussen in i regionfullmäktige i Region Hovedstaden. 
Vid Europaparlamentsvalet i Danmark 2019 fick han 11 615 personliga röster.
Vid sidan av sitt politiska liv har han studerat International Business vid Copenhagen Business School. [9] Bergur Løkke Rasmussen är även underrättelseofficer i reserven vid Den Kongelige Livgardes andra bataljon.
Løkke Rasmussen har arbetat i lobbyingföretaget Grace Public Affairs.